# Karl Friedrich Favreau
Karl Friedrich Favreau (geboren am 30. Juni 1821 in Münster; gestorben am 14. Juni 1869 in Düsseldorf) war ein preußischer Verwaltungsbeamter.

## Leben
Als Sohn eines evangelischen Kriegsrats und Rendanten wurde Karl Friedrich Favreau im westfälischen Münster geboren. Nach dem Besuch des Gymnasiums studierte er Rechts- und Kameralwissenschaften an der Rheinischen Friedrich-Wilhelms-Universität Bonn und an der Ruprecht-Karls-Universität Heidelberg.
Mit Abschluss seines Studiums trat Favreau 1844 als Auskultator am Kammergericht in den preußischen Justizdienst ein. Im Jahr 1846 noch dort zum Gerichtsreferendar ernannt, wechselte er 1847 als Regierungsreferendar an die Königlich Preußische Regierung in Düsseldorf. Weitere Dienststationen waren 1852 die Regierung in Sigmaringen und 1852 erneut die Regierung in Düsseldorf, nun als Regierungsassessor. Dort erfolgte 1864 seine Ernennung zum Regierungsrat. Bereits 1867 ging der seit 1861 verheiratete Favreau in den Ruhestand. Während seiner Dienstzeit in Düsseldorf wurde Favreau zweimal mit der Verwaltung eines Kreises beauftragt, zunächst 7. Mai 1849 bis zum 13. Januar 1850 für den Kreis Neuß und vom 12. Februar bis zum 16. Juli 1859 für den Kreis Elberfeld.